# Bailleul (Somme)
Bailleul (picardisch: Bailleu) ist eine nordfranzösische Gemeinde mit 252 Einwohnern (Stand 1. Januar 2022) im Département Somme in der Region Hauts-de-France. Die Gemeinde liegt im Arrondissement Abbeville und ist Teil der Communauté d’agglomération de la Baie de Somme und des Kantons Gamaches.

## Geographie
Die von mehreren Tälern durchzogene Gemeinde liegt nördlich an das Gemeindegebiet von Hallencourt anschließend rund neun Kilometer südlich von Abbeville. Zu Bailleul gehören die Ortsteile Bellifontaine am Bach Rivière de Bellifontaine, der sich im Tal der Somme als Rivière de Bray fortsetzt, im Osten, Grandsart im Süden und Fréchencourt im Norden sowie das abseits gelegene Schloss Coquerel. Das Gemeindegebiet liegt im Regionalen Naturpark Baie de Somme Picardie Maritime.

## Geschichte
1875 wurde Érondelle im Tal der Somme als selbstständige Gemeinde ausgegliedert.

## Einwohner
| 1962 | 1968 | 1975 | 1982 | 1990 | 1999 | 2006 | 2011 |
| ---- | ---- | ---- | ---- | ---- | ---- | ---- | ---- |
| 240  | 225  | 226  | 248  | 223  | 232  | 255  | 278  |

## Sehenswürdigkeiten
- Kirche Saint-Martin[1]
- Kirche von Bellifontaine
- Château de Coquerel
- Flurkreuz
- Kriegerdenkmal

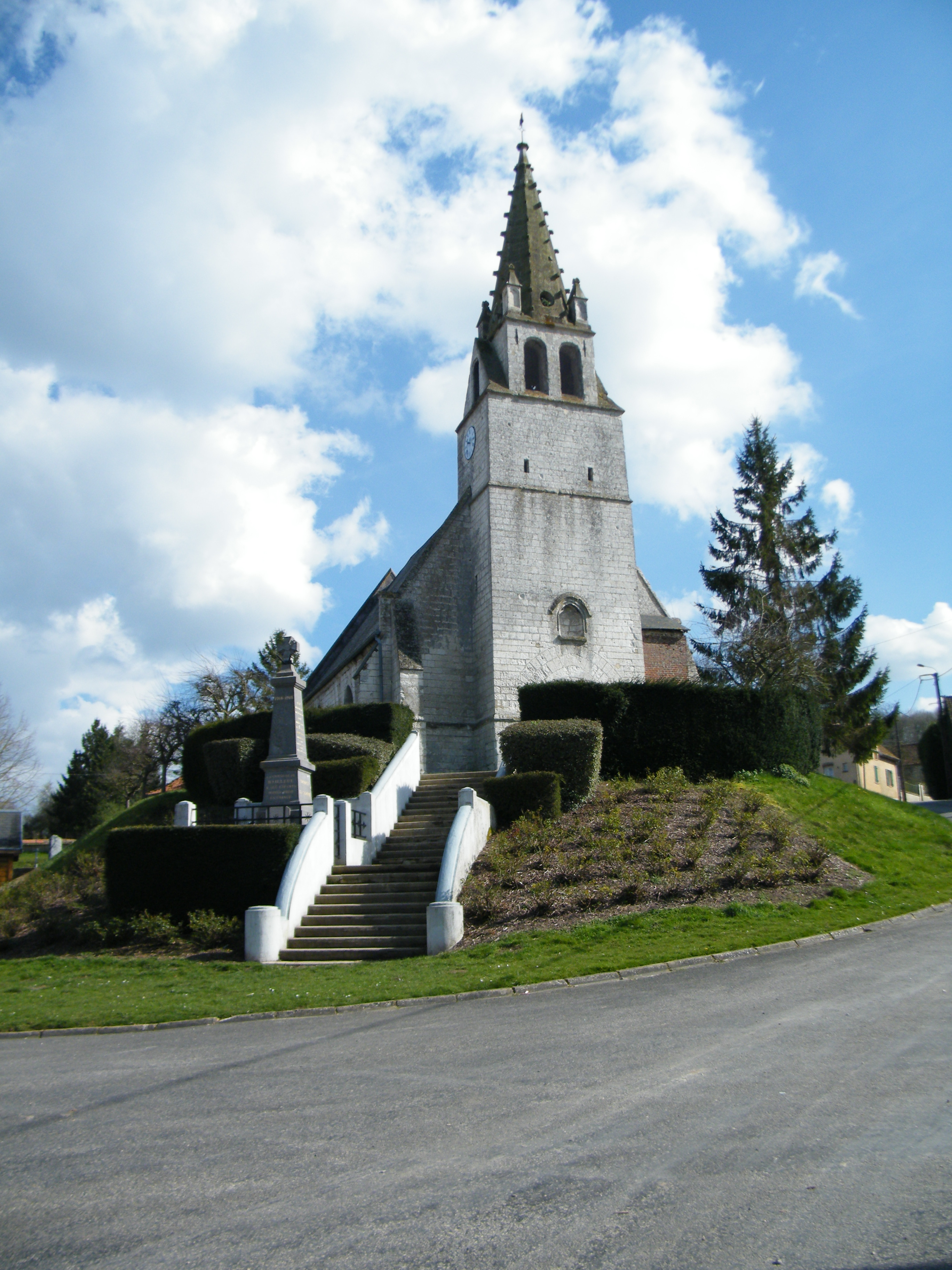
Kirche Saint-Martin
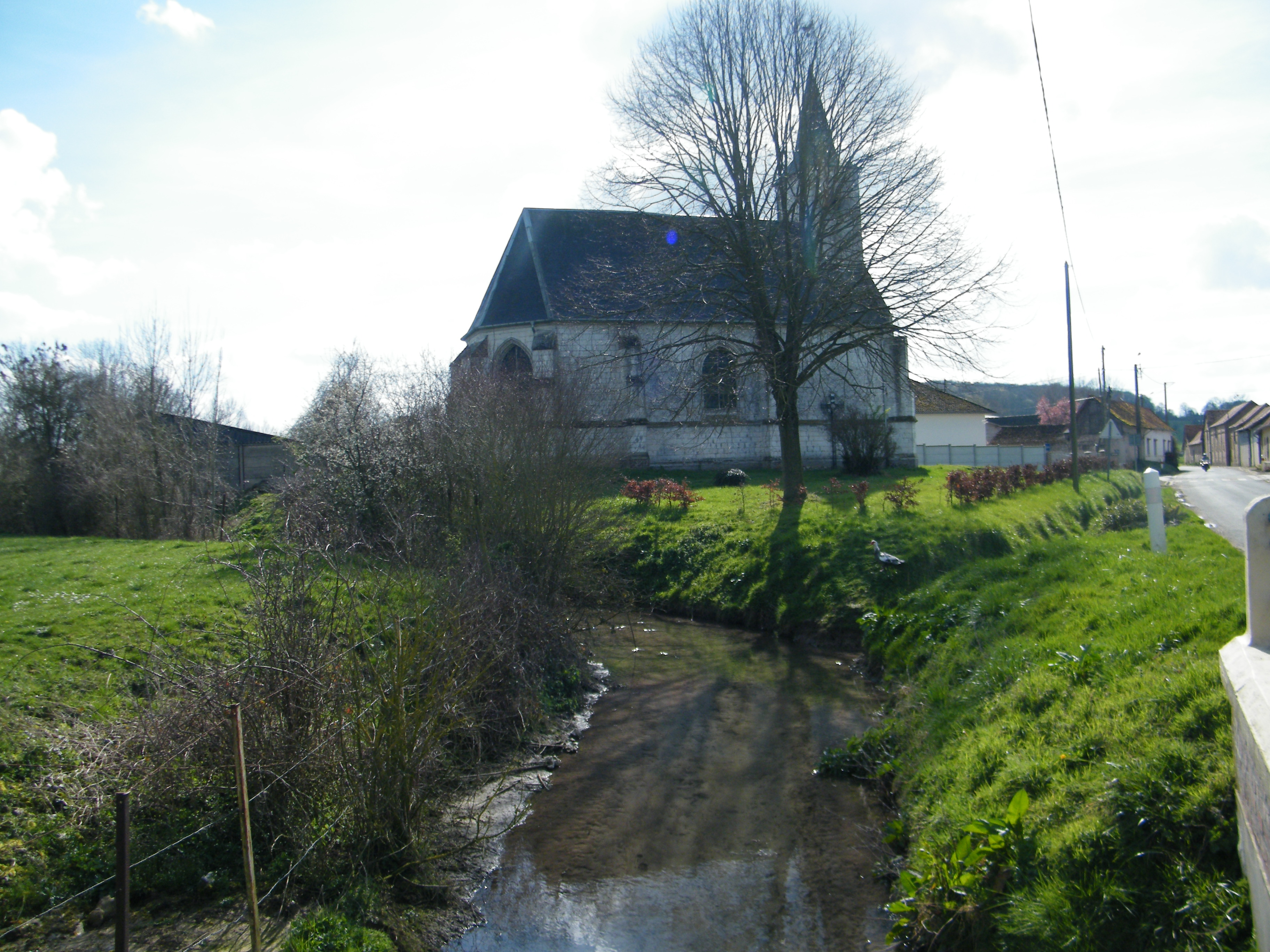
Kirche von Bellifontaine
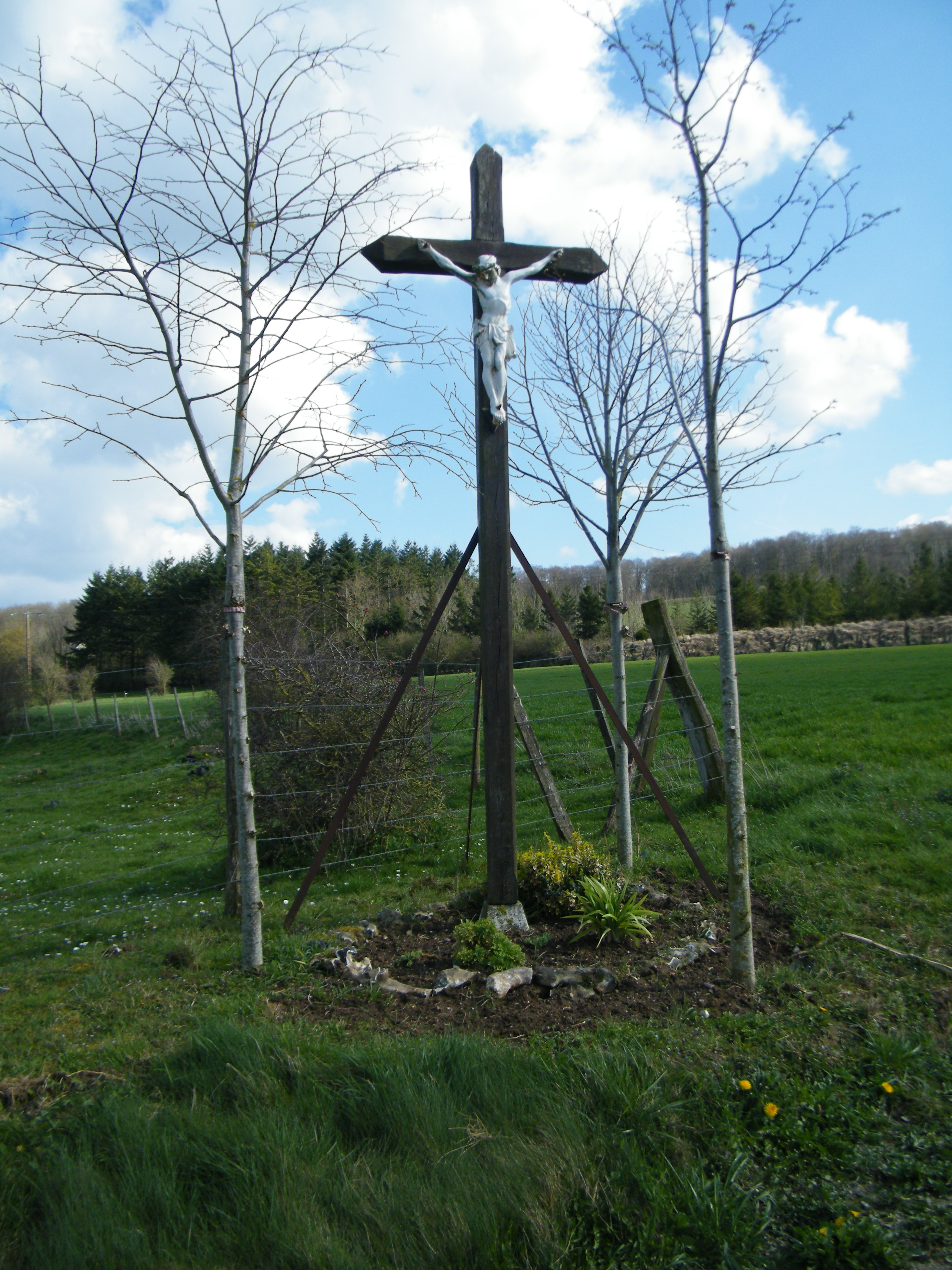
Flurkreuz